# الرزنة (المضاربة والعارة)

تعديل مصدري - تعديل

الرزنة هي إحدى قرى عزلة العارة بمديرية المضاربة والعارة التابعة لمحافظة لحج، بلغ تعداد سكانها 67 نسمة حسب تعداد اليمن لعام 2004.